# Yasufumi Nakanoue
Yasufumi Nakaue (中上 靖文, Nakaue Yasufumi, nasceu em 14 de junho de 1986)  é um lutador profissional japonês, mais conhecido pelo seu Nome no ringue Yasufumi Nakanoue (中之上 靖文, Nakanoue Yasufumi). Ele trabalha para Wrestle-1, onde atualmente é um dos Wrestle-1 Tag Team Champions, sendo também duas vez UWA World Trios Champion.

## Carreira na luta profissional

### All Japan Pro Wrestling (2010–2013)
Nakanoue estreiou na All Japan Pro Wrestling (AJPW) em 2 de janeiro de 2010, perdendo contra Shuji Kondo. Ele saiu da AJPW em Junho de 2013.

### Wrestle-1 (2013–2016)
Em 10 de Julho de 2013, Nakanoue foi anunciado como parte da nova promoção do Keiji Mutoh a Wrestle-1. Durante o evento inaugural da promoção em 8 de setembro Nakanoue juntou-se Ryota Hama numa luta de euipas, onde foram derrotados pelo Kohei Sato e Ryouji Sai.Em 28 de junho, 2016, Nakanoue anunciou que ia deixar Wrestle-1 devido ao seu contrato com a empresa expirar.

### Outras promoções
Em 9 de marco de 2014, Yasu apperaceu na TNA como parte do acordo de trabalho da TNA e da Wrestle-1, juntou-se ao The Great Muta e Sanada que derrotaram Chris Sabin, Christopher Daniels e Kazarian numa luta de equipas de jaula de aço na Lockdown.

## Titulos e Premios
- Wrestle-1
  - UWA World Trios Championship (2 vezes) – Jiro Kuroshio com e Seiki Yoshioka
  - Wrestle-1 Tag Team Championship (1 vez, atuais) – com Yuji Okabayashi[3]

## Referencias
1. ↑  Ｗ１、５選手が退団を発表. Daily Sports Online (em japonês). Kobe Shimbun. 28 de junho de 2016. Consultado em 28 de junho de 2016
2. ↑  Howell, Nolan (9 de março de 2014). «Lockdown: Magnus retains while power shifts in TNA». Slam Sports. Canoe.ca. Consultado em 30 de dezembro de 2015
3. ↑  «「Wrestle-1 Tour 2016 Outbreak」». Wrestle-1 (em japonês). 8 de junho de 2016. Consultado em 8 de junho de 2016. Arquivado do original em 2 de julho de 2016

- http://www.cagematch.net/?id=2&nr=8840&page=4&year=2015&promotion=1127
- https://web.archive.org/web/20160505071614/http://www.w-1.co.jp/player/nakanoue.php
- http://www.profightdb.com/winlossrecord/yasufumi-nakanoue-7817.html
- http://puroresucentral.com/nakanoue.html
- https://representingpuroresu.wordpress.com/all-japan-pro-wrestling/yasufumi-nakanoue/